# Michael Sean Mahoney
Pour les articles homonymes, voir Mahoney.
Michael Sean Mahoney, né à New-York le 30 juin 1939, mort le 23 juillet 2008 est un historien des sciences américain.

## Biographie
Diplômé de Harvard en 1960, Mahoney arrive à Princeton en 1962 après deux ans passés à l'université de Munich. Il obtient son Ph.D. à Princeton puis est nommé assistant en 1967 et professeur en 1980. Membre de la History of Science Society, de la Society for the History of Technology (en) et de l'Association for Computing Machinery, membre de la National Faculty of Humanities, Arts and Sciences de 1975 à 2001, il fut également membre, de 1982 à 1986, du Princeton Regional Schools board of education, qu'il présida en 1985-86.
Il a écrit des ouvrages sur Descartes, Barrow, Newton, Huygens.
Son livre de 1973 sur Fermat fut descendu en flammes par André Weil dans un book review « le plus dévastateur dans l'histoire de la littérature ». Ce livre a aussi été critiqué par Jean Itard pour quelques-uns de ses choix, l'importance qu'il attachait à Clavius dans la vie de Viète, à l'influence de Jean de Beaugrand dans la formation de Fermat, le peu de cas qu'il avait fait de Girard, ou quelques-unes de ses conclusions dans les controverses du cartésianisme.

## Travaux
On lui doit néanmoins quelques livres qui ont marqué l'histoire des sciences du XVIIe siècle
- The royal road: the development of algebraic analysis from 1550 to 1650, with special reference to the work of Pierre De Fermat  Princeton University, 1967
- The Mathematical Career of Pierre de Fermat, 1601-1665, Princeton University Press, 1973, 2e éd. 1994
- Readings in the scientific revolution (Princeton University,1977)
- Two thousand years of science : record of an exhibition at the Princeton University Library
- Technologies and their societies: historical perspectives New Liberal Arts Program, 1989